# Calle Bolívar, Barinas
La calle Bolívar o Calle 3 Bolívar es una histórica vía de transporte en Barinas, Venezuela. Su extremo Norte es la avenida Industrial y por el Sur la avenida Andrés Varela. Construida como parte de un camino real entre 1762 y 1790, fue durante mucho tiempo la calle principal de la ciudad, fue anteriormente llamada calle de El Comercio.
Declarada patrimonio cultural de Venezuela en 2006, el Instituto del Patrimonio Cultural catalogó en 2003, cuarenta y cinco inmuebles adyacentes a la calle como culturalmente valiosos.

## Historia
Durante la época colonial, la calle daba acceso una iglesia llamada El Carmen. En 1813, durante la Campaña Admirable, Simón Bolívar supuestamente pernotó en una casa adyacente a la calle, cercana a la plaza después de enviar a Girardot a Guanare. En 1911 se construyó en la calle, el puente Patria y Unión, sobre el caño El Cañito, y luego las aceras. En 1930 se construyó lo que fue conocido como El Terraplén, el cual constituyó las bases de una prolongación de la calle, hasta kilómetro y medio al Sur de la avenida Garguera.

## Sitios históricos
Entre los sitios históricos adyacentes a la calle, se encuentra la Casa de los Poetas, un edificio deteriorado que cumplió funciones de residencia oficial de los gobernadores de la región, y luego de contraloría. Los poetas Alberto Arvelo Torrealba y Rafael Ángel Insausti supuestamente nacieron allí. En el cruce con la avenida Ricaurte se encuentra la plaza Páez, cuyo terreno pertenecía a la familia Páez Ortiz. El busto original de mármol de Páez fue hurtada en 1970 y reemplazada por una de bronce la cual permaneció en la plaza hasta 2019 cuando fue robada una vez más y cuyo destine persiste desconocido. El cruce con la avenida Medina Jiménez es conocido como la esquina El Mortero, debido al rumor de que allí se hacían reuniones para hablar mal de los transeúntes.